# The Miracle of Manhattan
The Miracle of Manhattan è un film muto del 1921 diretto da George Archainbaud. Sceneggiato da Edward J. Montagne su un soggetto di Bradley King e prodotto dalla Selznick Pictures Corporation, aveva come interpreti Elaine Hammerstein, Matt Moore, Ellen Cassidy, Nora Reed, Walter Greene, Leonora von Ottinger.

## Trama
A New York, Evelyn Whitney, ricca ed elegante ragazza della buona società fidanzata con un uomo del suo stesso ambiente, decide di voler provare a guadagnarsi da vivere nel povero quartiere del Lower East Side. Non abituata a lavorare, perde prima il suo posto di operaia in una fabbrica e poi un lavoro come cameriera. Ha invece successo come cantante: con il nome di Mary Malone, si esibisce in un caffè dove incontra e si innamora di un ex gangster, Larry Marshall. Però Stella, la vecchia amante di Marshall, rosa dalla gelosia, la aggredisce. Evelyn viene salvata solo dall'intervento di Larry, che spara per difenderla. Evelyn fugge, rifugiandosi a casa. Caduta malata, resta isolata per un lungo tempo, ignorando che Larry nel frattempo sta affrontando un processo. Quando lo viene a sapere, arriva in tribunale giusto in tempo per fornire le prove che lo scagionano. Finalmente libero, Larry adesso può sposare la sua Evelyn.

## Produzione
Il film fu prodotto dalla Selznick Pictures Corporation.

## Distribuzione
Il copyright del film, richiesto dalla Selznick Pictures, fu registrato il 9 aprile 1921 con il numero LP16369.
Distribuito dalla Select Pictures Corporation e presentato da Lewis J. Selznick, il film uscì nelle sale cinematografiche statunitensi il 10 aprile 1921. In Finlandia, fu distribuito il 2 novembre 1924. Nel Regno Unito, la European Motion Picture Company distribuì il film il 15 aprile 1926.
Non si conoscono copie ancora esistenti della pellicola che viene considerata presumibilmente perduta.